# Староіндійський початок
Староіндійський початок (або Дебют Бенко) — шаховий дебют, який починається ходом 1. g2-g3 і відноситься до флангових початків. 
У шаховій практиці зустрічається з XIX століття; «Хандбух» згадує партію Р. Делож — Л. Кізерицький (1841), розпочату ходами 1. g3 e5 2. Сg2 d5 3. c4. Теоретичне обґрунтування староіндійського початку дав Р. Реті, який вважав, що найсильніший пункт чорних в центрі дошки — пункт d5 — слід негайно атакувати шляхом фіанкетування королівського слона білих. Серед сучасних шахістів найцінніший внесок в теорію дебюту вніс Б. Ларсен.
Основне трактування: білі маскують свої дебютні плани, прагнуть перейти до однієї з розроблених дебютних систем (наприклад: староіндійський захист, Захист Пірца-Уфімцева і так далі) зі зміною кольору і зайвим темпом; чорним необхідно уважно стежити за планами білих і своєчасно приймати необхідні контрзаходи.
Системи, що призводять до відомих дебютів зі зміною кольору:
а) 1. g3 e5 2. Сg2 d5 3. Кf3 e4 4. Кd4 — Захист Алехіна
б) 1. g3 d5 2. Кf3 c5 3. Сg2 Кc6 4. d4 — Захист Грюнфельда
в) 1. g3 e5 2. c4 Кc6 3. Кc3 Кf6 или 3. …g6 — закритий варіант сицилійського захисту
г) 1. g3 e5 2. c4 Кc6 3. Кc3 Кf6 4. d3 d5 5. cd К:d5 6. Сg2 Сe6 — Варіант Дракона у Сицилійському захисті
д) 1. g3 d5 2. Сg2 e5 3. d3 — захист Пірца-Уфімцева
тощо.